# Stockmann
Stockmann Oyj Abp är ett finländskt börsbolag inom detaljhandeln med huvudkontor i Helsingfors. Stockmanns två affärsenheter är varuhusgruppen och modekedjan Lindex. Stockmann har verksamhet förutom i Finland också i Estland, Lettland, Litauen, Sverige, Norge, Tjeckien, Bosnien och Hercegovina, Polen, Slovakien, Serbien och Mellanöstern. År 2018 sålde Stockmann sitt sista varuhus i Ryssland.
Varuhuset i Helsingfors centrum är Nordens största och den andra största i Europa med 50 000 m² och över 13 miljoner besökare årligen. Bolaget grundades 1 februari 1862 av kommerserådet, lybeckaren Georg Franz Stockmann.
Stockmanns verksamhet är tvåspråkig och alla varuhusen och informationen om koncernen finns på svenska och finska.
Stockmann Abp:s bolagsstämma den 21 mars 2024 beslutade att moderbolagets namn ändras till Lindex Group Abp. Namnändringen inverkar inte på Stockmann varuhusens eller nätbutikens varumärke.

## Historik

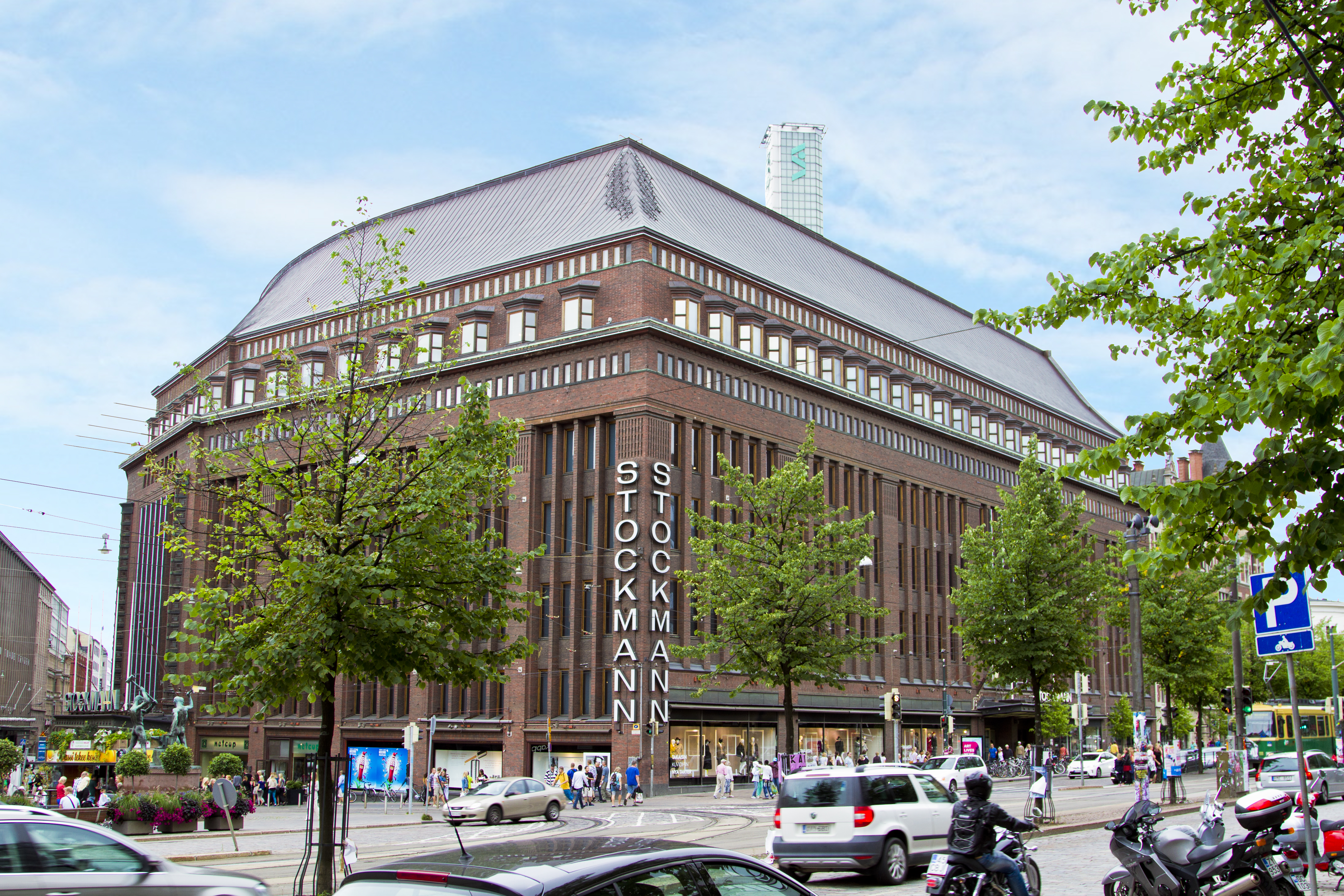
Huvudbyggnad i centrum av Helsingfors.

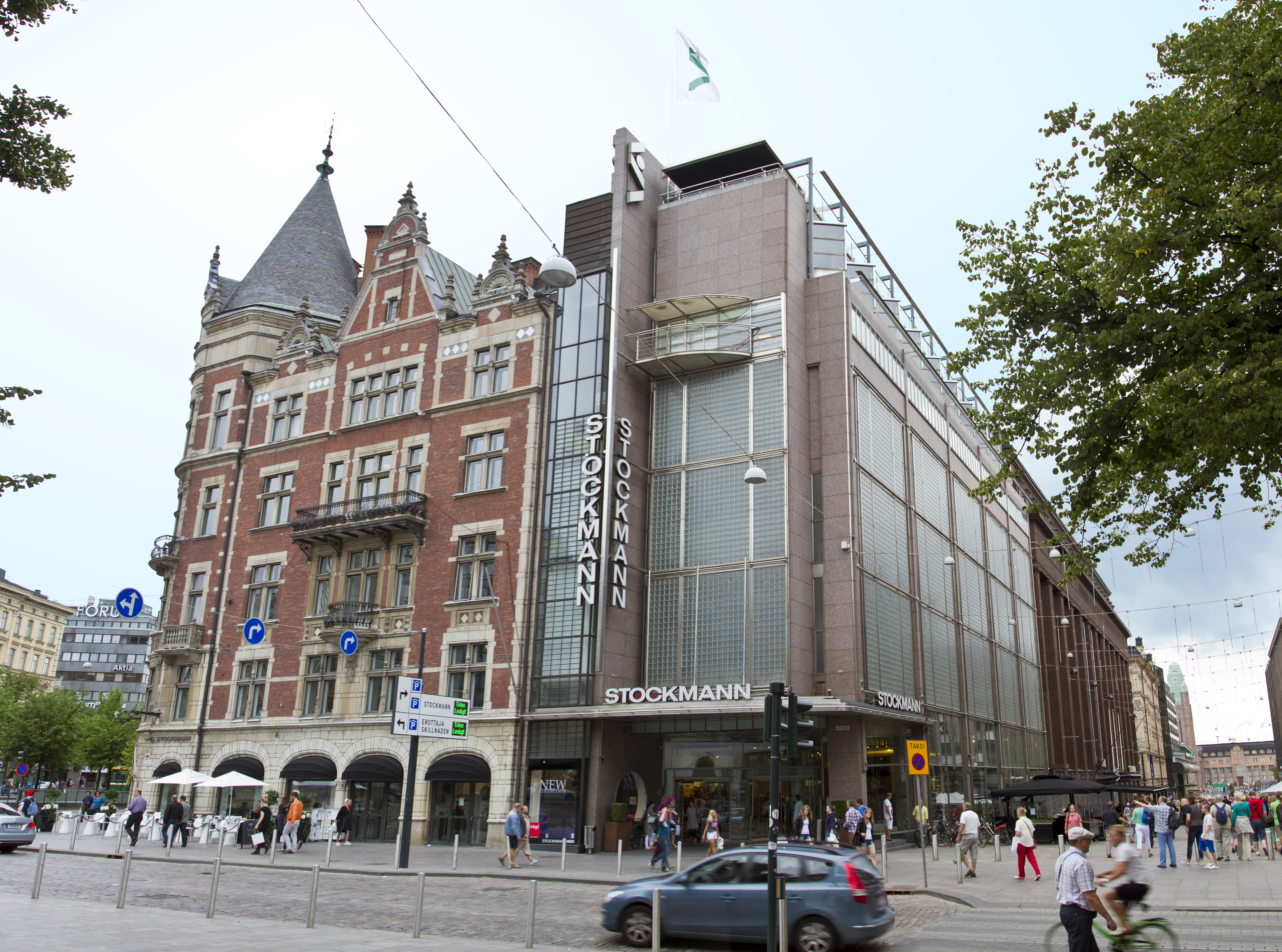
Argos-huset (till vänster) anslöts till varuhuset 1989.

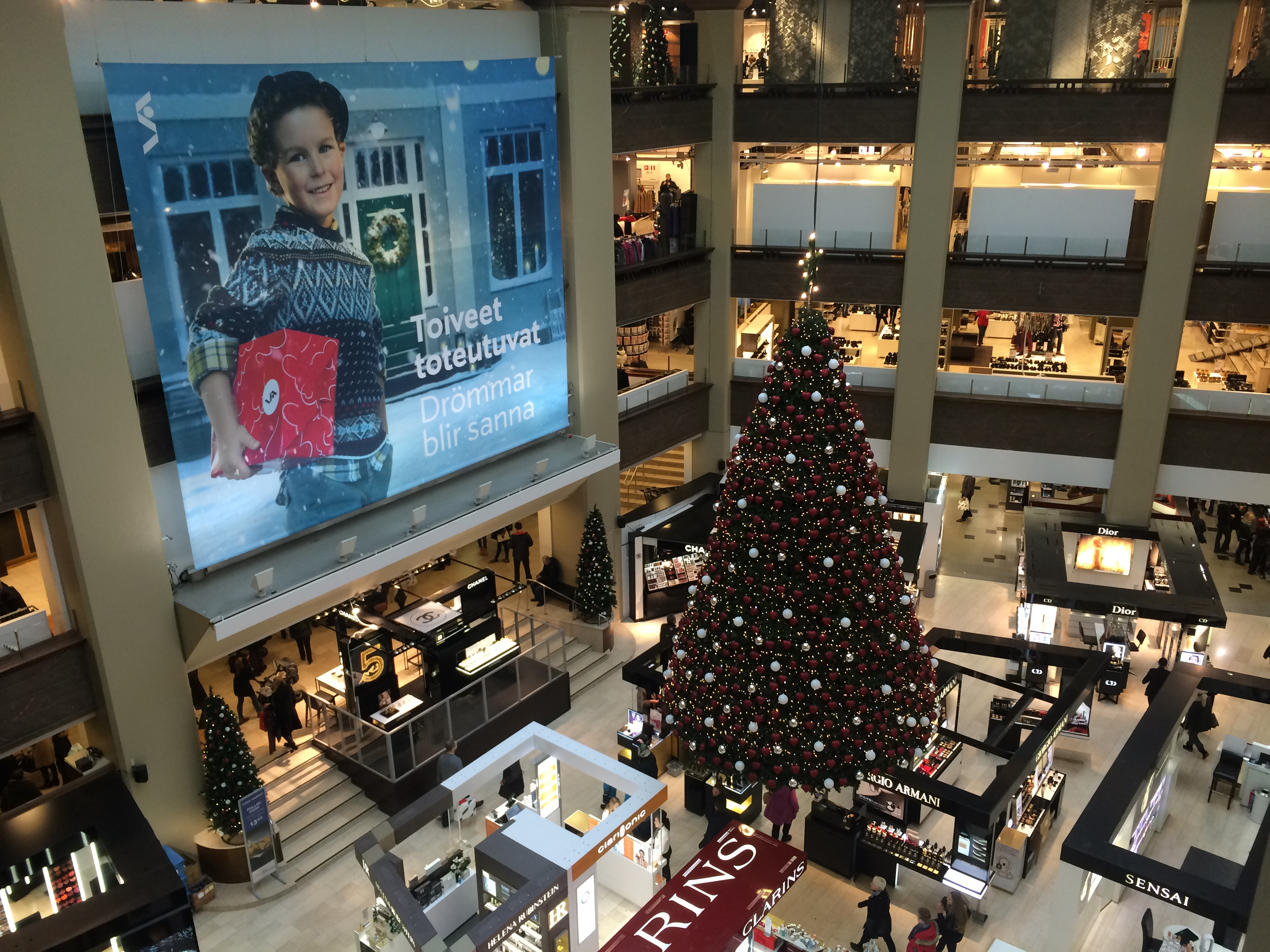
Julgranen i centralhallen i Helsingfors centrum.

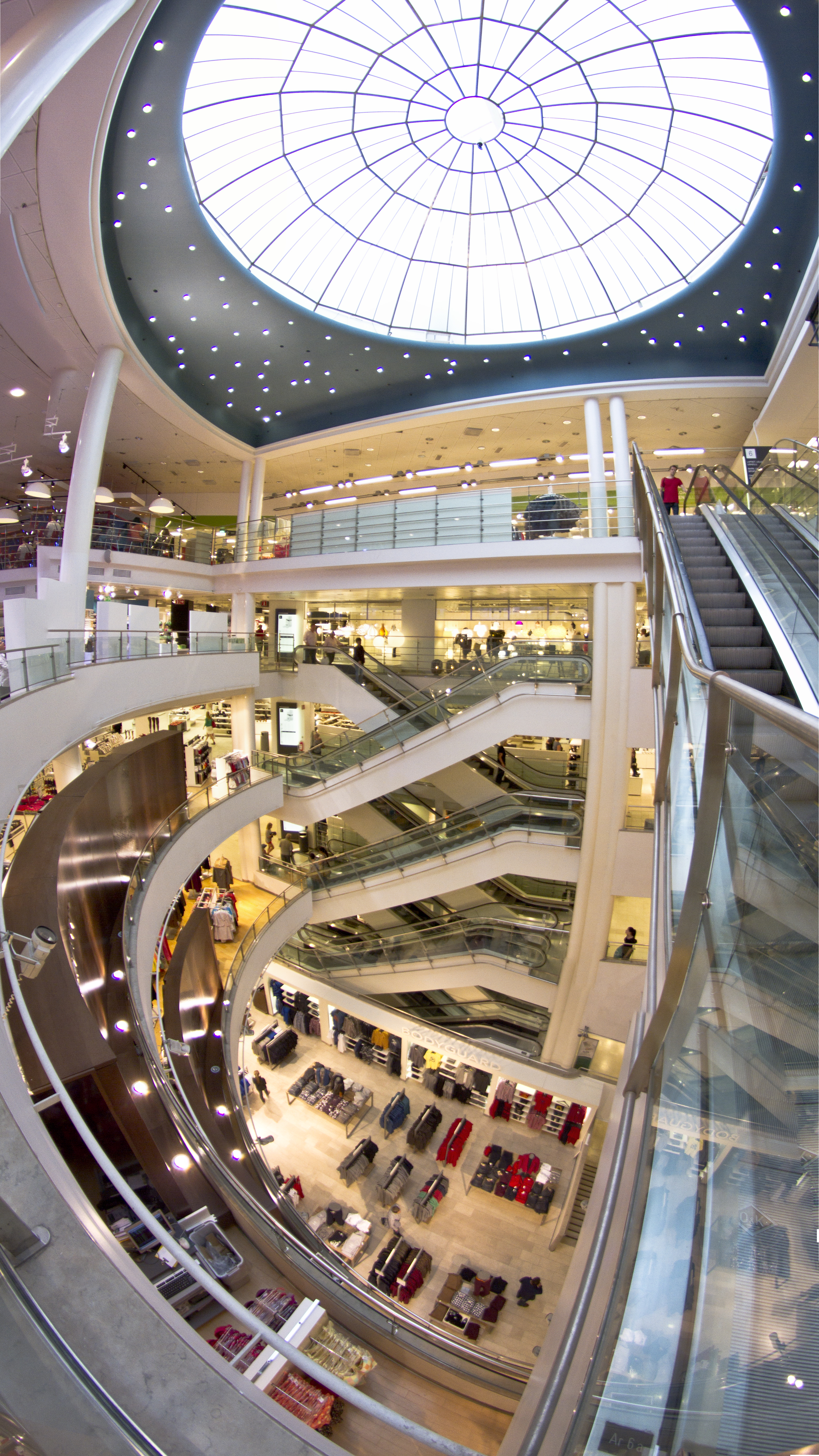
Avdelningar och rulltrappor i huvudbyggnaden.

Georg Franz Stockmann från Lübeck flyttade 1852 till Finland efter att ha fått anställning som bokhållare vid Notsjö glasbruk av Adolf Törngren. Bruket startade försäljningsverksamhet i Helsingfors 1858 och Stockmann utnämndes till föreståndare för den första filialen. Affären byggdes ut och utvecklades till en "lanthandel mitt i staden", med tyger, hushålls- och järnvaror. Stockmann erhöll finskt medborgarskap 1860 och 1862 köpte han affären och ändrade dess namn till G.F. Stockmann. Stockmann låg då i Lampaska huset vid Salutorget i Helsingfors. År 1880 flyttade Stockmanns handelshus och varuhus till Kiseleffska huset vid Senatstorget i Helsingfors.
Stockmann breddade affärens utbud och började importera varor och nu startades även partihandel. I sortimentet ingick textilier, porslin, lantbruksmaskiner, kläder, skor, möbler med mera. Stockmann växte och var under 1870-talet en av de största handelsföretagen i Helsingfors. Stockmann drog stor nytta av att Helsingfors växte kraftigt under denna period, inte minst genom det stora behovet av järnhandels- och byggvaror.
Sonen Karl Stockmann inträdde 1887 i firman och blev direktör 1902, då den ombildades till aktiebolag, G.F. Stockmann Aktiebolag, och utvecklade affären till landets främsta och största varuhus. Stockmann öppnade 1897 en filial i Berghäll som till en början fungerade som järnaffär, men vars utbud kom att breddas med tiden. Filialen stängdes 1960. År 1919 förstorades affären ytterligare då företaget köpte upp fyra stora och kända Helsingforsaffärer: Nordiska Bosättningsmagasinet, Nordiska Yllevarumagasinet, Albion Lampmagasin och Wiener Möbelnederlaget Rydman & C:o. Företagens tidigare ägare flyttade över till varuhusets ledning. På grund av företagsköpen hade verksamheten blivit utspridd på flera adresser, vilket gjorde att det blev aktuellt att bygga ett centralt affärskomplex.

### Det nya varuhuset
Det nya varuhuset, som öppnade 1930 i hörnet av Alexandersgatan och Mannerheimvägen, blev företagets flaggskepp. Varuhuset är Nordens största och det andra största i Europa. Samtidigt är byggnaden också Stockmannkoncernens värdefullaste, produktivaste och synligaste enhet. Stockmann köpte 1930 Akademiska bokhandeln (grundad 1893) som var en del av Stockmann fram till 2015 då Bonniers köpte verksamheten. Stockmann listades på börsen 1942.
Efter bombningarna under vinter- och fortsättningskriget utfördes en omfattande utvärdering där Stockmann räknade hur stora kostnader skadorna orsakat. Företaget räknade skadorna till 7,3 miljoner mark, men de visade sig senare vara över tio miljoner mark. Under andra världskriget stupade 21 av varuhusets manliga personal. En minnesplakett till deras ära avtäcktes i hissvestibulen på åttonde våningen. På plaketten ingraverades de stupades namn. Akademiska bokhandeln flyttade in i Bokhuset 1969 på Centralgatan mittemot varuhuset. Bokhuset ritades av Alvar Aalto. Finlands första televisionsapparat för hemmabruk kom till försäljning 1950.

### Expansion i Finland och utomlands
Sedan 1950-talet har Stockmann etablerat varuhus på andra orter i Finland och även utomlands. Varuhuset i Tammerfors 1957 blev Stockmanns första utvidgning utanför huvudstaden. Stockmann öppnade varuhus i Jakobstad 1967 och Kouvola 1976. De stängdes 1982. Varuhuset i Hagalund i Esbo invigdes 1981, varuhuset i Åbo invigdes 1982 och de första "Galna Dagarna" arrangerades i varuhuset i Åbo 1986. 1992 öppnade varuhuset i Östra centrum i Helsingfors. Varuhuset i Uleåborg invigdes 2001 och stängdes den 31 januari 2017. 2005 följde varuhuset i Vanda som invigdes som en del av Köpcentret Jumbo. Stockmann har även vuxit genom flera dotterbolag: Detaljhandelskedjan Sesto grundades 1962. Oy Sesto Ab såldes år 1999. Stockmann köpte Oy Hobby Hall Ab 1985 (som avyttrades 2016), Seppälä-kedjan 1988 (avyttrades 2015) och modekedjan Lindex 2007.
Sedan 1989 har Stockmann etablerat sig i Ryssland och Baltikum: Den första butiken öppnade 1989 i Moskva vilket så småningom utvecklats till en kedja av sju varuhus i flera städer. De såldes till Debenhams 2015. År 1993 öppnades en butik i Tallinn som idag är Baltikums största varuhus och 2003 öppnades ett varuhus i Riga. Varuhuset Nevsky Centre invigdes i St. Petersburg år 2010. 
Utvidgningen av varuhuset i Helsingfors – "alla tiders Stockmann" – inleddes 2006 och färdigställdes 2010. Q-Park med 600 parkeringsplatser öppnade under Mannerheimvägen 2009. Varuhuset i Uleåborg stängde 2015.
- 2002 – De första Stockmann Beauty-affärerna öppnade sina dörrar.[5]
- 2006 – Stockmann gjorde sig av med bilförsäljningen som såldes till Veho, Kesko och SOK.

### Svårigheter under 2010-talet
Under 2010-talet hade Stockmann ekonomiska svårigheter speciellt i verksamheten i Ryssland. År 2014 avgick varuhuskoncernens långvariga verkställande direktör Hannu Penttilä. 
Efter Penttilä valdes svensken Per Thelin att leda Stockmann. Under Thelins ledning bytes Stockmanns strategi genom att lämna alla varuhus i Ryssland, sälja Akademiska Bokhandeln och modekedjan Seppälä. Stockmanns fastigheter i Ryssland ägdes fortfarande av Stockmann. Koncernen började satsa på vissa områden i varuhusverksamheten. I april 2016 avgick Thelin och Stockmanns ekonomichef Lauri Veijalainen utnämndes som verkställande direktör. 
År 2018 såldes fastigheterna i Ryssland till PPF Real Estate; därmed lämnade Stockmann Ryssland. År 2019 utnämnde Stockmann välkända krisledaren Lauri Ratia till styrelseordförande. Lauri Veijalainen avgick i mars 2019 och Ratia blev hans vikarie. Jari Latvanen utnämndes till ny verkställande direktör i augusti 2019.

#### Företagssanering
I början av 2020 utvecklades Stockmanns verksamhet positivt men coronaviruspandemin minskade antalet besökare i varuhusen och i april 2020 ansökte Stockmann om företagssanering. Företagssaneringen gäller inte Lindex eller Stockmannvaruhusen i Baltikum. 
Enligt företagssaneringsprogrammet har Stockmanns stora byggprojekt, aggressiva investeringar i Ryssland och köpet av Lindex orsakat de stora ekonomiska problemen. Dessutom började Stockmann att satsa på nätbutiken alltför sent. Företagssaneringsprogrammet ser ändå att Stockmann har möjligheter att utveckla sin verksamhet så att den blir lukrativ. Saneringsprogrammet tar åtta år och enligt programmet kommer koncernen att sälja sina fastigheter i Baltikum samt också varuhuset i Helsingfors centrum och fortsätta verksamheten som hyresgäst.

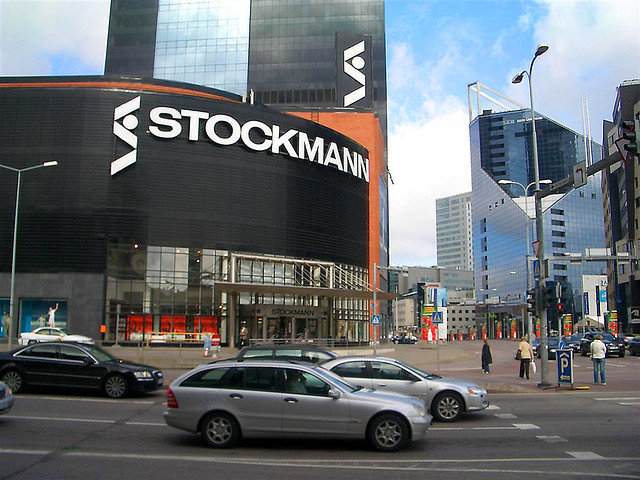
Stockmanns varuhus i Tallinn i Estland.
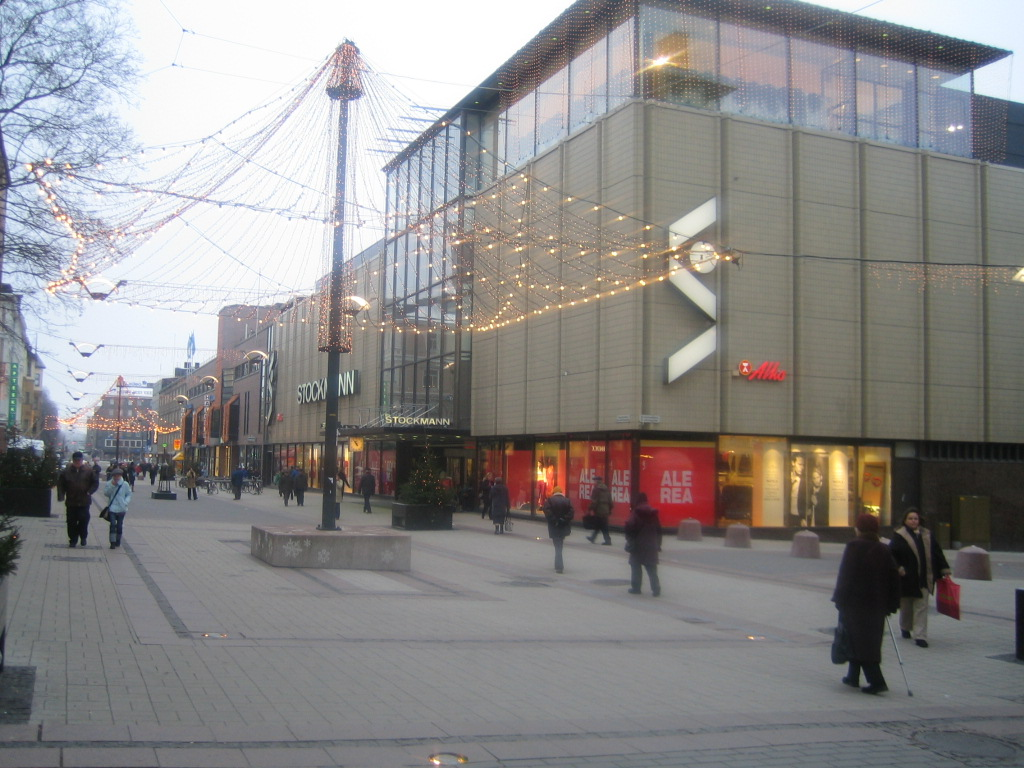
Stockmanns varuhus i Åbo.
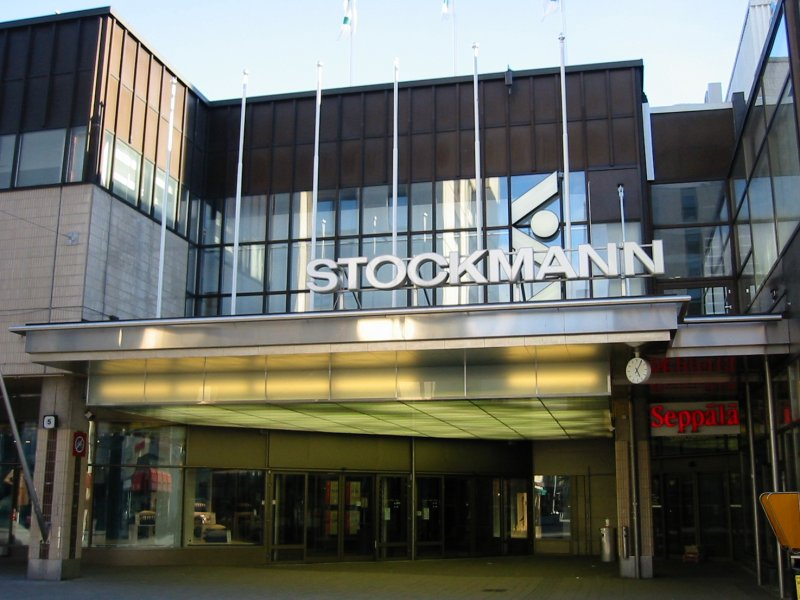
Stockmanns varuhus i Hagalund i Esbo.
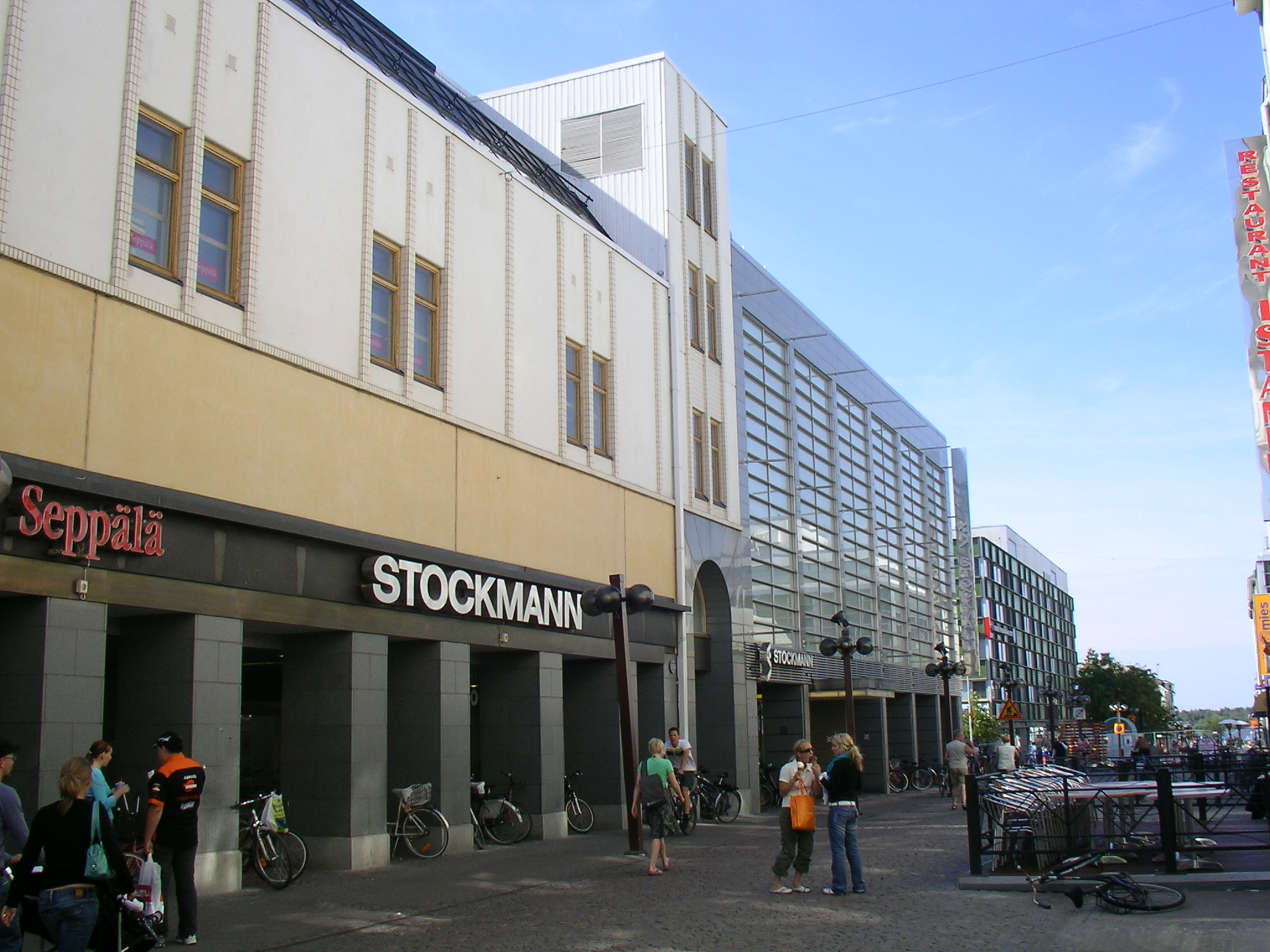
Stockmanns varuhus i Uleåborg.
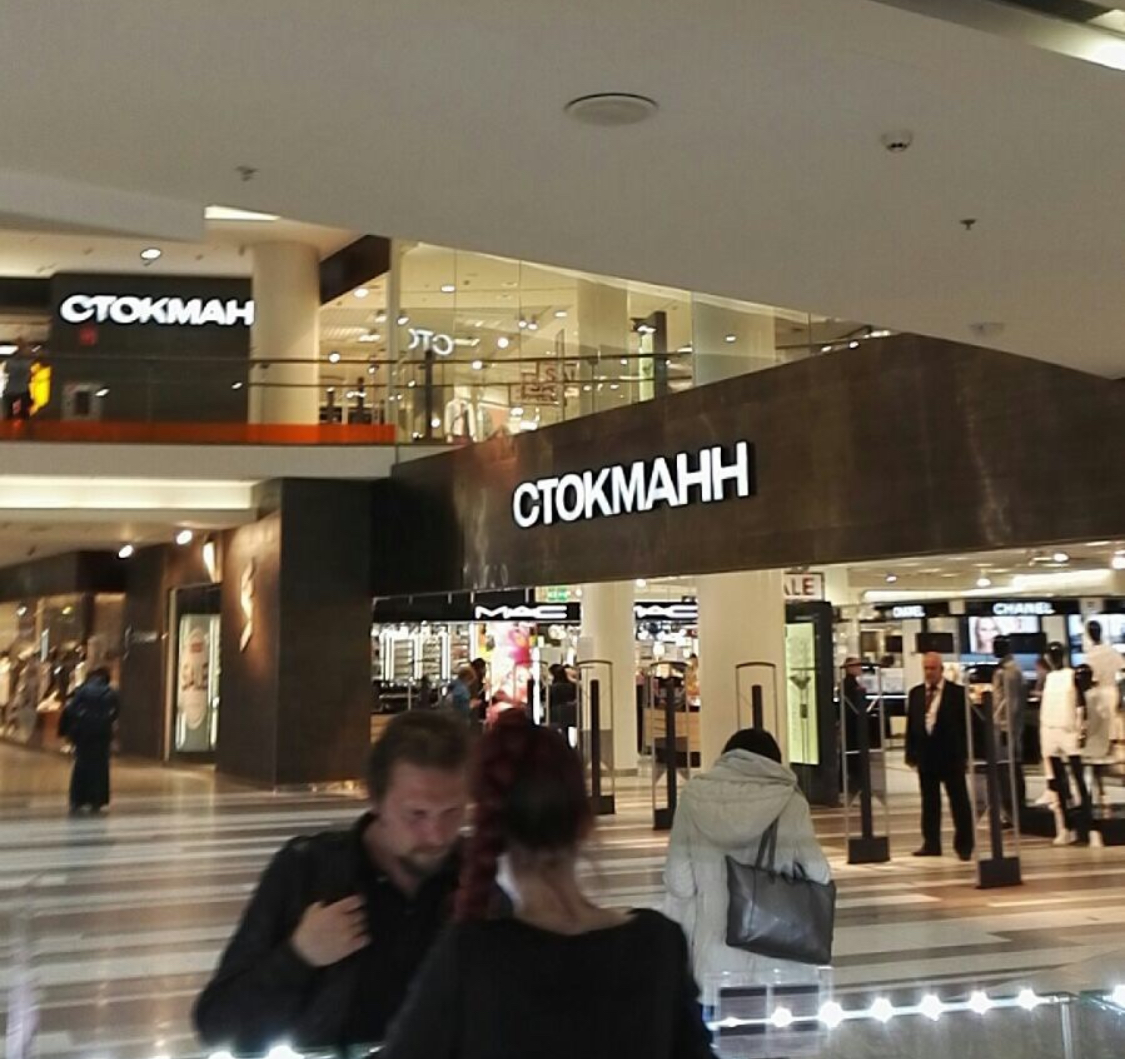
Stockmanns varuhus i St. Petersburg i Ryssland.

## Affärsverksamhet

### Varuhusgruppen
Varuhusgruppen består av sex varuhus i Finland. Stockmann hade också 6 Akademiska Bokhandeln-butiker samt Zara och Stockmann Beauty-butiker i Finland. Det mest kända varuhuset ligger alldeles i Helsingfors centrum, mellan Mannerheimvägen, Alexandersgatan, Centralgatan och Norra Esplanaden. I Ryssland hade Stockmann tre varuhus, sju Zara-butiker, tre Bestseller-butiker och en outlet-butik i Moskva, samt två specialbutiker och en Bestseller-butik i S:t Petersburg. I Baltikum finns varuhus i Tallinn och Riga:
- Huvudstadsregionen: Helsingfors centrum, Hagalund, Östra centrum, Köpcentret Jumbo
- Tammerfors
- Åbo
- Tallinn
- Riga
- Uleåborg (tidigare varuhus)
- Jakobstad (tidigare varuhus)
- Kouvola (tidigare varuhus)
- Moskva (tidigare varuhus: Smolenskaja, Mega syd, Mega nord)
- S:t Petersburg (tidigare varuhus: Nevskij prospekt, Finljandskij prospekt)

### Lindex
Lindex är en svensk modekedja som förvärvades av Stockmann i december 2007. Förutom försäljning i närmare 500 fysiska butiker säljer Lindex även mode via sin Shop Online i 28 länder.

### Seppälä
Seppälä var Finlands och Estlands bredaste modekedja med över 120 butiker i Finland och 14 butiker i Estland, samt ett flertal butiker i Ryssland, Lettland och Litauen. Företaget inledde i början av 2000-talet en bred satsning på butiker i Sverige under förkortningen SPL men avbröt den snart och drog sig ur den svenska marknaden.
Under 2010-talet hade Seppälä stora ekonomiska svårigheter och år 2015 sålde Stockmann Seppälä till Seppäläs verkställande direktör Eveliina Melentjeff och hennes make Timo Melentjeff. Den 15 september 2017 ansökte Finlands Skatteförvaltning Seppälä i konkurs.

## Ägare
- Föreningen Konstsamfundet (andel aktier 15,9 %, andel röster 23,1 %)
- Svenska litteratursällskapet i Finland (andel aktier 8,8 %, andel röster 16,7 %)
- Niemistö-gruppen (andel aktier 6,9 %, andel röster 10,5 %)
- Etola-företagen (andel aktier 5,2 %, andel röster 7,0 %)